# Jacobus Trigland

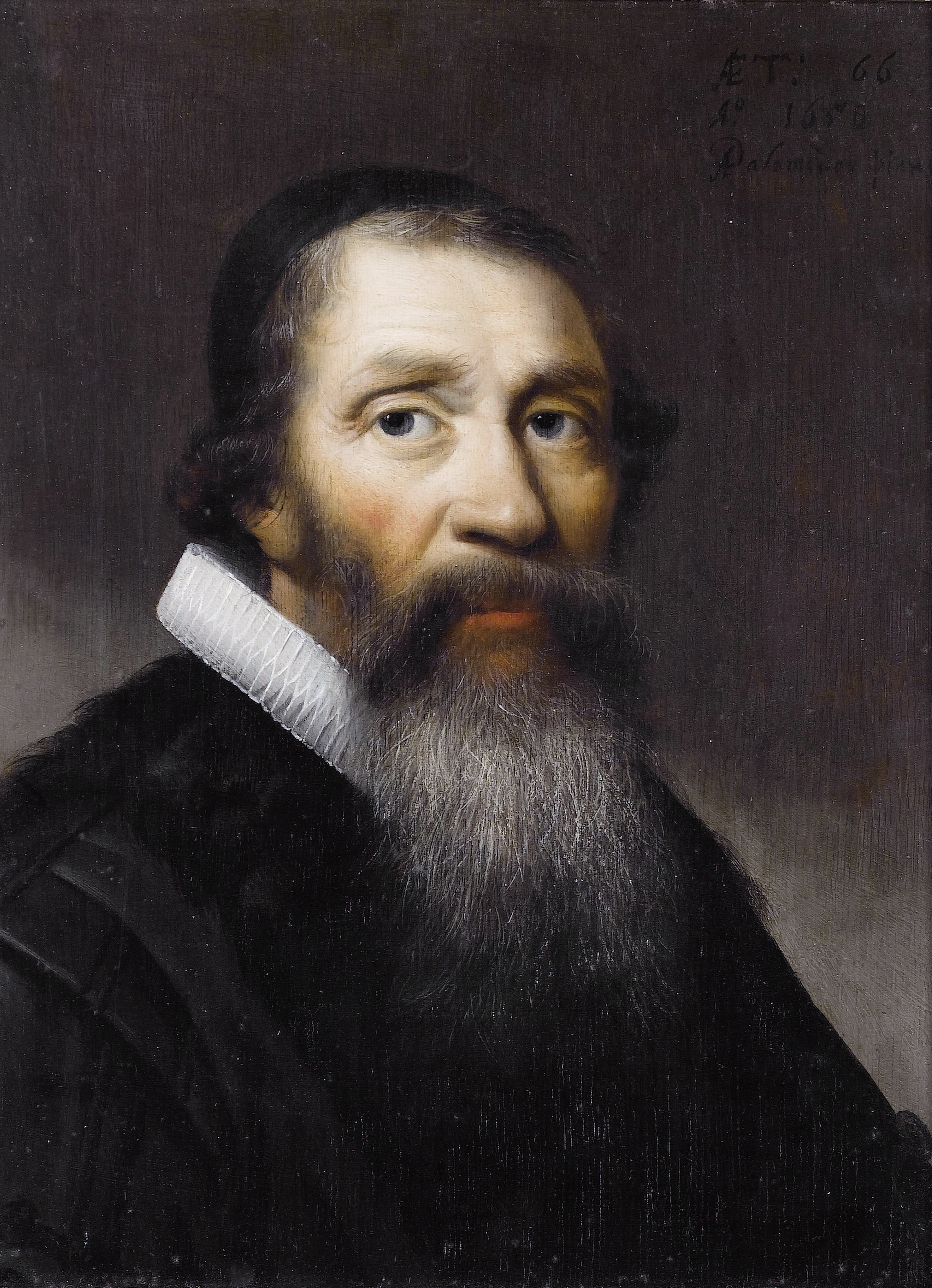
Jacobus Trigland (Anthonie Palamedesz., 1650)

Jacobus Trigland (Vianen, 22 juli 1583 - Leiden, 5 april 1654) was een Nederlandse predikant. Een kleinzoon van hem met de gelijkluidende naam was in later tijden ook predikant.
Trigland was van huis uit Rooms. Hij werd opgevoed bij familie in Gouda (eveneens Rooms), van hieruit ging hij theologie studeren aan de universiteit van Leuven. Tijdens deze studie kwam hij in aanraking met het werk van Augustinus. Later werd hij naar Haarlem gestuurd waar hij zich verder verdiepte in de gereformeerde leer. Na veel strijd brak hij met de Roomse kerk en ging hij over tot de gereformeerde kerk. Hierdoor was hij bij zijn familie in Gouda niet meer welkom.
Daarom ging hij bij zijn ouders in Vianen wonen, waar hij benoemd was tot rector. Na verdere studie van de gereformeerde leer deed hij in 1603 belijdenis en ging hij de predikantsopleiding volgen. In het jaar 1607 werd hij bevestigd als predikant in Stolwijk. Vanaf het jaar 1610 was hij predikant in Amsterdam. Vanaf 1634 tot zijn dood in 1654 was hij verbonden als hoogleraar aan de universiteit van Leiden. Vanaf het jaar 1637 was hij hier ook predikant. Hij was de vader van Cornelis Trigland de dominee die de latere stadhouder Willem III onderwees in de gereformeerde leer.
In het jaar 1615 verscheen van zijn hand een traktaat getiteld: 'De recht-gematigde Christen'. Dit werk was een reactie op een werk van zijn Haagse ambtsbroeder Jean de La Haye, wat getiteld was: 'De gematigde Christen'. Jean de La Haye pleitte in zijn werk voor de vrede in de kerk, waarin toen de strijd tussen remonstranten en contraremonstranten hoog opspeelde. Trigland schrijft in zijn werk dat deze vrede niet ten koste mag gaan van de leer. Hij wijst erop hoe de reformators omgingen met andersdenkenden, wanneer zij dit standpunt wel en wanneer zij dit standpunt niet accepteerden. In dit werk uit 1615 schrijft Trigland al dat de contraremonstranten al jaren vroegen om een synode, een synode die er eindelijk pas kwam in 1618: de Synode van Dordrecht. Trigland werd naar deze synode gezonden als afgevaardigde voor Noord-Holland.

## Werken
- Antwoorde op drij Vraghen, dienende tot advys in de huydendaegsche Kerckelijcke swarigheden. Amsterdam, 1615, M. J. Brandt,
- Den Recht-gematighden Christen: Ofte van de waere Moderatie, ende Verdraechsaemheydt, die tot behoudinge van de Waerheydt ende Vrede in de Gemeijnten Christi, na Godes woort onderhouden moet worden. Amsterdam, 1615, P. v. Ravesteyn,
- Christelijcke ende Nootwendighe verclaringhe, waerinne cortelijck ende duydelijck verclaert wordt, wat in seecker formulier van eenicheijt, uyt gegheven onder den tydel van Resolutie van de Doorluchtige enz., Met Godes H. Woort ende met de Leere der Ghereformeerde Kercken over een compt, ofte daer van verschilt enz. Z. n. v. pl. en v. dr. 1615,
- Het Lof des Heeren 5e Dr. Amsterderdam, 1627, M. J. Brandt, Amsterdam 1634 (Online)
- Verdedigingh vande Leere end' Eere der Ghereformeerde Kerken ende Leeraren, teghen verscheijden lasteringhen, inzonderheyt Johannis Wtenbogardi in sijn boeck, 't onrecht geintituleert: Verdedigingh vande Resolutie der E. M. Heeren Staten van Hollant ende West-Vrieslandt. Amsterdam, 1616, P. v. Ravenstein, .
- Klare Aenwijsinghe hoe Joh. Wtenbogaert hem gheensins en suyvert, noch verontschuldight van die ontrouwigheydt ende onbehoorlijcke maniere van doen, die Jacobus Triglandius, soo inde Dedicatie aen zijne Princelijcke Excelentie, als in de Voorreden, gelijck mede in zijn boeck, Verdediginge genaemt, hem naecktelijck hadde vertoont. Amsterdam, 1616, M. J. Brandt,
- Den Staet vande Voornaemste Quaestiën ende Gheschillen, die ten huydighen daghe ghedisputeert worden, tusschen de Oude Rechtghesinde, die men Contra-Remonstranten, ende de Nieugesinde, die men Remonstranten noemt. Amsterdam 1617, M. J.Brandt,
- Verantwoordinghe van den voorgaenden Staet van Questiën tegen eenen onbekenden Waerschouwer, die daerteghen als teghen een Malitieus ende valsch ghesehrift, heftelijck ende bitterlijck, doch zonder waerheydt, is uytghevaeren.
- Ontmoeter, bejegenende den Leydschen Voorbode. Amsterdam 1617, M. .T. Brandt,
- Oorspronck vande Swarigheden, ende Voor slagh tot reddinghe in de Kercken van Hollandt, door Eubulum Eirenephilum. Amsterdam, 1617, M. J. Brandt,
- Geessel om uyt te dryven den Arminiaenschen Quel-Geest. Amsterdam, 1618, M. J. Brandt, (Online)
- Christelijcke, ende Vriendelijcke Vermaninge Aen alle af-ghedwaelde Remonstrants-Ghezinde, om weder te keeren tot de Gemeenschap ende eenigheydt met de Gereformeerde Kercken, vande welcke sij, tot dese droeve scbeuringhe, vervoert zijn. Amsterdam, 1623, M. J. Brandt,
- Tweede Christelijcke ende Vriendelijcke Vermaninge Aen de afghedwaelde Remonstrants Ghezinde, om weder te keeren tot de eenigheydt ende gemeenschap met de Gereformeerde Kercken. Amsterdam, 1623, M. J. Brandt,
- Korte Aen-merckinghe op het Ootmoedigh Vertooch ende Versoek der .... 1623 (Online)
- Thien Redenen van Edmund Campianus Iesuwyt, met de Wederlegginghe van den Zeer Gheleerden en wijtberoemden Guilielmns Withakerns, in sijn leven Doctor ende koninghijcke Professor der Heylighe Theologie in de vermaerde Academie te Cambrits in Engeland. Amsterdam, 1624
- Aenhanghsel, aen de Tweede Vermaninge aen de afghedwaelde Remonstrants-Ghesinde. Amsterdam, 1627
- De Kracht der Godtsaligheydt, Dat is de Leere der Waerheyt die nae de Godtsaligheydt is, Uyt den Woorde Gods verklaert, bevestight, ende tot de ongheveynsde Practijcke der Godtsaligheydt gherichtet. Amsterdam, 1631 in deutsch: Die Krafft der Gottseligkeit … in christlichen betrachtungen uber etliche sonderbare Text der H. Schrifft 1651
- Valschen Roem des Pausdoms, ofte körte ende klaere Aenwijsinghe, hoe verkeerdelijck ende bedriegelijck de Paus-Geestelijcken handelen, als sij roemen van hare kerkelijcke successie ende sendinghe. Amsterdam, 1631, M. J. Brandt,
- De Krachteloose Remonstrant, vermorselt door de kracht vande Leere der waerheydt die nae de Godtsaligheydt is. Amsterdam, 1632, M. J. Brandt,
- De wäre Religie verantwoort teghen de lasteringhen ende verkeerde Argueringhen der Remonstrantsche Societeyt. Z. pl. en jr. (1633).
- Los Gebouw des Pausdoms, dat is, klare Verthooninghe, hoe dat de kerckelijcke Monarchie ende Hierarchie des Pausdoms, op een los, ja versiert Fundament gebouwt staet. 1633.
- Apologia, ofte Tegengesang; waerin de wettighe begraeffenisse van Tyter (hond van den Hooft-Officier der Stadt Leyden) met bondighe reden verdedight wort, 't Amst. Voor Jac. Tri. 1634
- De tweede Verantwoordinghe vande Ware Religie, Tegen de lasteringhen, ende verkeerde Argueringhen, der Arminiaensche Societeyt, in een boeck bij de selve uytghegheven onder den naem vande War-Religie. Amsterdam, 1634, M. J. Brandt,
- Christelijck Af-Scheyt Jacobi Triglandii. Ghenomen van de Christelycke Gemeijnte tot Amsteiredam. 1634 In Deutsch: Christenlicher Abschied Jacobi Triglandii von der Christl. Gemein zu Amstelredam. Amsterdam 1651
- Twee Oratien vande Ware-Religie. Daer van d' eene handelt vanden gront, ende de oorsaecken vande wäre Religie, De andere Van des selfs Oeffeninge, ghedaen van Jacobus Triglandius, als hij de Professie van de Heijlighe Theologie inde Uni-versiteyt van Leyden aenvingh. 1634
- Kort en goet Bescheyt aen den Antwerpschen Voorbode, nopende eenighe getuygenissen der H. Schrift van Jacobo Triglandio in het Los-Ghebouw des Pausdoms geallegeert. Boodtschap voor Jan Knobbaert, Boeckverkooper tot Antwerpen, in het kort te doen aen A. B. ons onbekeot, maer hem bekennt. Den Voornaemsten gront des Pansdoms omverre gheworpen, klaer blijckende uyt de Redenen ende Bewijsen van Jacobus Triglandius, vergeleken met de Antwoorden van den onbekenden A. B. in den sack. 1635
- Trina Dei Gratia, nimirum, electionis, santificationis, conservationis explicata, confirmata et indicata. Amstelodami apud Johannem Jansonium. 1636.
- Bodemlooze Pausdom, dat'is, klaere aenwijsingbe, hoe dat het Pausdom nerghens gront ofte vastigheydt en heeft. 1638.
- Voorreden, gestelt teghen De Voorreden van den Remonstrantschen Catechismus. 1640.
- Waerschouwinge Jacobi Triglandy, tegen eenen valschen Titel van zijne Opuscula ofte Theologische wercken ende desselfs verclaringe. 1642.
- Dissertatio Theologica de civili et ecclesiastica potestate et utriusque ad se invicem tum Subordinatione, tum Coordinatione. Amsterdam, 1642, Johannem Jansonium
- Kerckelijcke Geschiedenissen, begrijpende de swaere ende bekommerlijcke geschillen in de Vereenigde Nederlanden voorgevallen, met derselver beslissinge; ende aenmerckingen op de kerckelycke Historie van Johannes Wtenbogaert. Leyden, 1650, A. Wijngaerden
- Antapologia, sive examen atque refutatio totius Apologiae Remonstrantium. Opus posthumum. Harderwijk, 1664, P. van Houte,

Anonieme werken
- Ontrouwe des valschen Waerschouwers, die tegen een seker boecxken, ghenoemt Stant van de hedendaegsche Geschillen als tegen een malitieus ende valsch gheschrift is uytgevaren. Amsterdam, 1616, M. J. Brandt,
- Drie Gulden Brieven van Johannes Wtenboogaert. Met aenteycken. op de kant verklaard. Amsterdam, 1616, M. J. Brandt,
- Klaer ende grondich Teghen-Vertoogh, van eenighe kercken-Dienaren van Hollandt, ende West Vrieslandt, gestelt teghen seker Vertoogh der Remonstranten, den Ed. Mog. Heeren Staten derselver landen in Aprili voorleden overgegeven en daerna door den Druck ghemeen gemaekt. Amsterdam, 1617, M. J. Brandt.

- Biblioteca Nacional de España: XX5635763
- Biografisch Portaal: 01532592
- Digitale Bibliotheek voor de Nederlandse Letteren: trig001
- Gemeinsame Normdatei: 122785703
- International Standard Name Identifier: 0000 0000 8003 2029
- Library of Congress Control Number: no2001078892
- Nationale Bibliotheek van Israël: 987007269029605171
- Nationale Bibliotheek van Polen: a0000002728199
- Nederlandse Thesaurus van Auteursnamen: 069430977
- Istituto Centrale per il Catalogo Unico: BVEV130538
- LIBRIS: 282185
- Virtual International Authority File: 74743663
- WorldCat: E39PBJbMc6KgfWdd8dG4CbQ8YP